# Daniel Larsson (Fußballspieler)
Daniel Alexander Larsson (* 25. Januar 1987 in Göteborg) ist ein schwedischer ehemaliger Fußballspieler. Der Offensivspieler, der als Mittelfeldspieler und Stürmer eingesetzt wird, durchlief mehrere schwedische Jugendauswahlen und debütierte 2010 in der A-Nationalmannschaft. Im selben Jahr gewann er mit Malmö FF die schwedische Meisterschaft.

## Werdegang

### Karrierestart in Schweden mit Meistertitel und Nationalmannschaftsdebüt
Larsson begann mit dem Fußballspielen bei Göteborger Verein BK Zenith. Als Fünfzehnjähriger wechselte er in die Jugend von BK Häcken. Im Sommer 2002 debütierte er im schwedischen Nationaljersey, als er beim 4:4-Unentschieden gegen die finnische U-15-Auswahl in der schwedischen Schülerauswahl auflief und sein Debüt durch das Tor zum 1:0-Zwischenstand krönte. In den folgenden Jahren durchlief er sowohl die diversen Jugendmannschaften des Vereins als auch des Svenska Fotbollförbundet.
In der Zweitligaspielzeit 2004 rückte Larsson in den Profikader BK Häckens auf. Im Verlaufe der Spielzeit kam er als Einwechselspieler zu seinen ersten beiden Profieinsätzen in der Superettan und stieg am Ende der Spielzeit mit dem Klub in die Allsvenskan auf. Im ersten Erstligajahr gehörte der Nachwuchsspieler weiterhin zu den Ergänzungsspielern und bestritt fünf Partien. In der Spielzeit 2006 etablierte er sich endgültig im Profikader und kam zu 17 Saisoneinsätzen, davon 13 als Einwechselspieler. Nachdem er mit dem Klub den Klassenerhalt verpasst hatte, spielte er sich in der zweiten Liga in die Stammformation. In der Zweitligaspielzeit 2008 belegte er mit zwölf Saisontoren in der vereinsinternen Torschützenliste hinter Jonas Henriksson den zweiten Rang und trug somit entscheidend zum Wiederaufstieg des Klubs in die Allsvenskan bei. In der Folge meldeten Hammarby IF und Malmö FF Interesse an einer Verpflichtung, aber auch beim FC Chelsea bestritt er ein Probetraining und BK Häcken bemühte sich um eine Weiterbeschäftigung.
Larsson entschied sich jedoch zum Vereinswechsel und schloss sich im Januar 2009 Malmö FF an. Beim Klub aus Schonen, bei dem er die Rückennummer „7“ erhielt, unterschrieb er einen bis Ende 2012 gültigen Vier-Jahres-Kontrakt. Bei seinem neuen Klub glänzte er an der Seite von Edward Ofere als Sturmspitze und platzierte sich mit elf Saisontoren hinter Tobias Hysén und Wanderson do Carmo als dritter der Torschützenliste. Damit machte er den im Herbst neu eingestellten Nationaltrainer Erik Hamrén auf sich aufmerksam und debütierte anlässlich einer Nahost-Tour der Nationalmannschaft beim 1:0-Erfolg über die Nationalmannschaft des Oman am 20. Januar 2010 an der Seite weiterer Debütanten wie Guillermo Molins, Emir Bajrami oder Tom Söderberg im Nationaljersey. Auch in der anschließenden Spielzeit zeigte er sich weiters torgefährlich und traf an der Seite seines Sturmpartners Agon Mehmeti abermals zweistellig. Mit seinen zehn Saisontoren trug er entscheidend zum Gewinn des Lennart-Johansson-Pokals für den schwedischen Landesmeister bei, so dass er im folgenden Januar für die Südafrikatour in die Nationalmannschaft zurückkehrte. In der anschließenden Spielzeit war er maßgeblich am Einzug des Klubs in die letzte Play-off-Runde der UEFA Champions League 2011/12 beteiligt, als er den spielentscheidenden Treffer beim 1:0-Auswärtserfolg bei den Glasgow Rangers erzielte. Letztlich verpasste die Mannschaft den Einzug in die Gruppenphase und trat in der UEFA Europa League 2011/12 an. Während sie dort frühzeitig ausschied, verpasste er mit ihr auch in der Meisterschaft als Tabellenvierter den erneuten Europapokaleinzug.

### Wechsel ins Ausland
Kurz vor Saisonende 2012 gab Larsson seinen Wechsel nach Spanien bekannt, beim Primera-División-Aufsteiger Real Valladolid unterzeichnete er einen Vertrag mit dreieinhalb Jahren Laufzeit. Er schaffte direkt den Sprung in die erste Mannschaft und kam trotz einer kurzzeitigen Verletzung im März zu 18 Ligaeinsätzen in seiner ersten Halbserie. In der folgenden Spielzeit kam er in 28 Ligaspielen zum Einsatz und konnte dabei drei Treffer erzielen. Den Abstieg des Vereins am Ende der Spielzeit in die Segunda División konnte er allerdings nicht verhindern. Daraufhin wechselte er für die Saison 2014/15 zum Aufsteiger in die Primera División, dem FC Granada. Für die Rückrunde der Saison 2014/15 wurde er an den dänischen Klub Esbjerg fB ausgeliehen.
In der Sommertransferperiode 2015 wurde er vom türkischen Erstligisten Gaziantepspor verpflichtet. Nach eineinhalb Spielzeiten zog er in der Winterpause 2016/17 zum Ligarivalen Akhisar Belediyespor weiter. Mit diesem Verein holte er in der Saison 2017/18 den Türkischen Pokal und Supercup.
Zur Rückrunde der Saison 2018/19 wechselte er zum Verein Aris Thessaloniki. Danach spielte er ein Jahr in Zypern, bevor er bis Ende 2021 mit einem Engagement beim heimischen Akropolis IF seine Laufbahn abschloss.

## Erfolge
- Türkischer Pokalsieger: 2017/18
- Türkischer Fußball-Supercup: 2018